# U-Boot-Bunker Kilian
Le bunker sous-marin Kilian, U-Boot Bunker Kilian, est un abri pour sous-marins. Il est construit entre 1941 et 1942 sur la rive nord de l'estuaire de la Schwentine à Kiel sur les terrains des chantiers navals Howaldtswerke-Deutsche Werft.

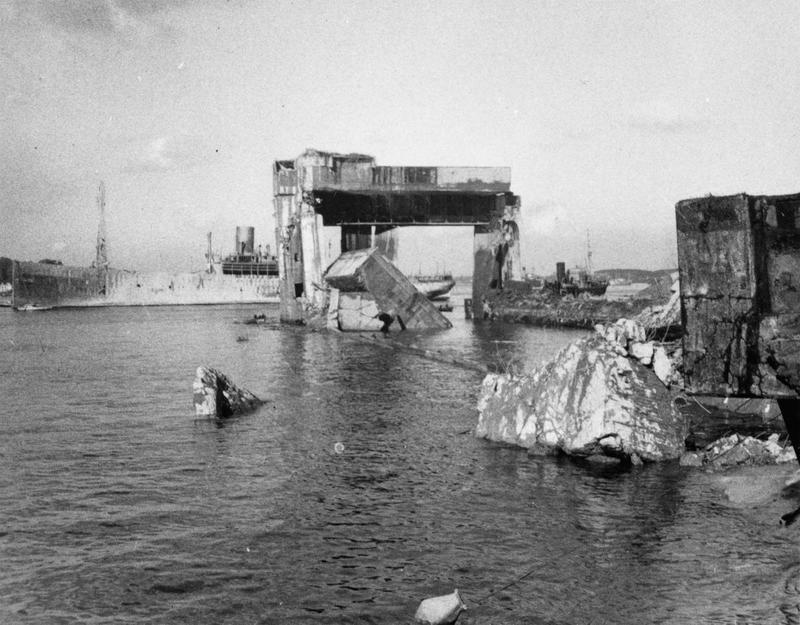
Vestiges du bunker après la démolition, 1945

En 1945, la majeure partie du bunker est détruite. Les derniers gravats sont utilisés en 2001 comme matériau de remplissage pour la zone d'extension de l'Ostuferhafen, un secteur du port de commerce de Kiel.

## liens externes
- L'histoire du bunker sous-marin «Kilian» à Kiel
- Mémorial Kilian
- Lien vers le musée virtuel des lieux disparus

## Sources
- (de) Cet article est partiellement ou en totalité issu de l’article de Wikipédia en allemand intitulé « U-Boot-Bunker Kilian » (voir la liste des auteurs).

1. ↑  (de) Tim Schwabendissen, « Die Geschichte des U-Bootbunkers "Kilian" in Kiel », sur geschichtsspuren.de (consulté le 21 janvier 2021)